# Le Glaizil

Le Monêtier-les-Bains este o comună în departamentul Hautes-Alpes, Franța. În 1 ianuarie 2022 avea o populație de 176 de locuitori.